# Kasseler Sport-Verein Hessen Kassel 1996-1997
Questa voce raccoglie le informazioni riguardanti il Kasseler Sport-Verein Hessen Kassel nelle competizioni ufficiali della stagione 1996-1997.

## Stagione
Nella stagione 1996-1997 l'Hessen Kassel, allenato da Hans-Werner Moors, concluse il campionato di Regionalliga sud al 12º posto.

## Rosa
| N. |                     | Ruolo | Calciatore          |
| -- | ------------------- | ----- | ------------------- |
| 8  | Germania (bandiera) | C     | Marco Melchin       |
|    | Germania (bandiera) | P     | Thomas Kneuer       |
|    | Germania (bandiera) | P     | Torsten Landsberger |
|    | Germania (bandiera) | P     | Frank Vester        |
|    | Germania (bandiera) | D     | Mario Deppe         |
|    | Germania (bandiera) | D     | René Dörfel         |
|    | Turchia (bandiera)  | D     | Ömer Erdoğan        |
|    | Germania (bandiera) | D     | Thorsten Hirdes     |
|    | Germania (bandiera) | D     | Stefan Kuhn         |
|    | Polonia (bandiera)  | D     | Jerzy Matys         |
|    | Germania (bandiera) | D     | Thorsten Schönewolf |
|    | Germania (bandiera) | D     | Matthias Weise      |
|    | Germania (bandiera) | C     | Dirk Bakalorz       |
|    | Germania (bandiera) | C     | Carsten Becker      |
|    | Croazia (bandiera)  | C     | Zvonko Bilic        |

| N. |                     | Ruolo | Calciatore          |
| -- | ------------------- | ----- | ------------------- |
|    | Germania (bandiera) | C     | Daniel Bücker       |
|    | Germania (bandiera) | C     | Armin Eck           |
|    | Germania (bandiera) | C     | Thomas Freudenstein |
|    | Germania (bandiera) | C     | Frank Höhle         |
|    | Germania (bandiera) | C     | Marco Mason         |
|    | Germania (bandiera) | C     | Cliff Michel        |
|    | Germania (bandiera) | C     | Martin Nesshold     |
|    | Germania (bandiera) | C     | Stefan Porada       |
|    | Germania (bandiera) | C     | Darius Pyrsch       |
|    | Germania (bandiera) | C     | Marc Rosch          |
|    | Germania (bandiera) | C     | Tim Würfel          |
|    | Germania (bandiera) | A     | Dalibor Grbavac     |
|    | Polonia (bandiera)  | A     | Dariusz Marciniak   |
|    | Ghana (bandiera)    | A     | Albert Nkansah      |
|    | Germania (bandiera) | A     | Stefan Studtrucker  |

## Organigramma societario
Area tecnica
- Allenatore: Hans-Werner Moors
- Allenatore in seconda:
- Preparatore dei portieri:
- Preparatori atletici:
- Analisi video:

## Calciomercato

### Sessione estiva
| Acquisti | Acquisti            | Acquisti          | Acquisti |
| R.       | Nome                | da                | Modalità |
| -------- | ------------------- | ----------------- | -------- |
| C        | Armin Eck           | Arminia Bielefeld |          |
| C        | Zvonko Bilic        | SVG Göttingen 07  |          |
| C        | Daniel Bücker       | Paderborn         |          |
| D        | René Dörfel         | Arminia Bielefeld |          |
| A        | Dariusz Marciniak   | Radomsko          |          |
| D        | Thorsten Schönewolf | Neukirchen        |          |

| Cessioni | Cessioni       | Cessioni      | Cessioni |
| R.       | Nome           | a             | Modalità |
| -------- | -------------- | ------------- | -------- |
| C        | Michael Drube  | Neukirchen    |          |
| A        | Ralph Kistner  | FSC Lohfelden |          |
| C        | Thomas Schmidt | FV Melsungen  |          |

### Sessione invernale
| Acquisti | Acquisti           | Acquisti          | Acquisti |
| R.       | Nome               | da                | Modalità |
| -------- | ------------------ | ----------------- | -------- |
| A        | Stefan Studtrucker | Arminia Bielefeld |          |

| Cessioni | Cessioni      | Cessioni   | Cessioni |
| R.       | Nome          | a          | Modalità |
| -------- | ------------- | ---------- | -------- |
| C        | Cemal Akkoyun | Neukirchen |          |

## Risultati

### Regionalliga

#### Girone di andata
| 3 agosto 1996, ore 15:00 CEST 1ª giornata | Hessen Kassel | 0 – 2 | Norimberga |  |

| 17 agosto 1996, ore 15:00 CEST 2ª giornata | Ulma | 5 – 0 | Hessen Kassel |  |

| 24 agosto 1996, ore 14:30 CEST 3ª giornata | Hessen Kassel | 1 – 2 | VfR Mannheim |  |

| 30 agosto 1996, ore 19:00 CEST 4ª giornata | Bayern Monaco II | 3 – 0 | Hessen Kassel |  |

| 8 settembre 1996, ore 15:00 CEST 5ª giornata | Hessen Kassel | 1 – 1 | Borussia Fulda |  |

| 14 settembre 1996, ore 14:00 CEST 6ª giornata | Neukirchen | 1 – 0 | Hessen Kassel |  |

| 21 settembre 1996, ore 14:30 CEST 7ª giornata | Hessen Kassel | 3 – 0 | Egelsbach |  |

| 27 settembre 1996, ore 19:30 CEST 8ª giornata | Darmstadt | 2 – 1 | Hessen Kassel |  |

| 5 ottobre 1996, ore 15:00 CEST 9ª giornata | Hessen Kassel | 1 – 0 | Augusta |  |

| 13 ottobre 1996, ore 15:00 CEST 10ª giornata | Karlsruhe II | 3 – 0 | Hessen Kassel |  |

| 20 ottobre 1996, ore 14:30 CEST 11ª giornata | Hessen Kassel | 1 – 3 | Reutlingen |  |

| 27 ottobre 1996, ore 15:00 CEST 12ª giornata | Ditzingen | 2 – 2 | Hessen Kassel |  |

| 3 novembre 1996, ore 14:30 CET 13ª giornata | Hessen Kassel | 2 – 0 | Ludwigsburg |  |

| 9 novembre 1996, ore 14:00 CET 14ª giornata | Wacker Burghausen | 2 – 0 | Hessen Kassel |  |

| 22 novembre 1996, ore 18:30 CET 15ª giornata | Weismain | 3 – 2 | Hessen Kassel |  |

| 30 novembre 1996, ore 14:30 CET 16ª giornata | Hessen Kassel | 1 – 1 | Quelle Fürth |  |

| 8 dicembre 1996, ore 14:00 CET 17ª giornata | Greuther Fürth | 4 – 0 | Hessen Kassel |  |

#### Girone di ritorno
| 22 febbraio 1997, ore 15:00 CET 18ª giornata | Norimberga | 4 – 0 | Hessen Kassel |  |

| 1º marzo 1997, ore 15:00 CET 19ª giornata | Hessen Kassel | 2 – 1 | Ulma |  |

| 8 marzo 1997, ore 15:00 CET 20ª giornata | VfR Mannheim | 4 – 1 | Hessen Kassel |  |

| 16 marzo 1997, ore 15:00 CET 21ª giornata | Hessen Kassel | 3 – 1 | Bayern Monaco II |  |

| 23 marzo 1997, ore 11:00 CET 22ª giornata | Borussia Fulda | 3 – 1 | Hessen Kassel |  |

| 30 marzo 1997, ore 15:00 CET 23ª giornata | Hessen Kassel | 0 – 3 | Neukirchen |  |

| 6 aprile 1997, ore 15:00 CEST 24ª giornata | Egelsbach | 3 – 5 | Hessen Kassel |  |

| 12 aprile 1997, ore 14:30 CEST 25ª giornata | Hessen Kassel | 1 – 2 | Darmstadt |  |

| 19 aprile 1997, ore 15:00 CEST 26ª giornata | Augusta | 1 – 1 | Hessen Kassel |  |

| 26 aprile 1997, ore 14:30 CEST 27ª giornata | Hessen Kassel | 4 – 1 | Karlsruhe II |  |

| 3 maggio 1997, ore 15:00 CEST 28ª giornata | Reutlingen | 2 – 2 | Hessen Kassel |  |

| 10 maggio 1997, ore 14:30 CEST 29ª giornata | Hessen Kassel | 3 – 1 | Ditzingen |  |

| 18 maggio 1997, ore 15:00 CEST 30ª giornata | Ludwigsburg | 1 – 1 | Hessen Kassel |  |

| 25 maggio 1997, ore 15:00 CEST 31ª giornata | Hessen Kassel | 2 – 0 | Wacker Burghausen |  |

| 29 maggio 1997, ore 15:00 CEST 32ª giornata | Hessen Kassel | 0 – 0 | Weismain |  |

| 1º giugno 1997, ore 15:00 CEST 33ª giornata | Quelle Fürth | 0 – 1 | Hessen Kassel |  |

| 7 giugno 1997, ore 15:00 CEST 34ª giornata | Hessen Kassel | 1 – 4 | Greuther Fürth |  |

## Statistiche

### Statistiche di squadra
| Competizione     | Punti | In casa | In casa | In casa | In casa | In casa | In casa | In trasferta | In trasferta | In trasferta | In trasferta | In trasferta | In trasferta | Totale | Totale | Totale | Totale | Totale | Totale | DR  |
| Competizione     | Punti | G       | V       | N       | P       | Gf      | Gs      | G            | V            | N            | P            | Gf           | Gs           | G      | V      | N      | P      | Gf     | Gs     | DR  |
| ---------------- | ----- | ------- | ------- | ------- | ------- | ------- | ------- | ------------ | ------------ | ------------ | ------------ | ------------ | ------------ | ------ | ------ | ------ | ------ | ------ | ------ | --- |
| Regionalliga sud | 37    | 17      | 8       | 3       | 6       | 26      | 22      | 17           | 2            | 4            | 11           | 17           | 43           | 34     | 10     | 7      | 17     | 43     | 65     | -22 |
| Totale           | 37    | 17      | 8       | 3       | 6       | 26      | 22      | 17           | 2            | 4            | 11           | 17           | 43           | 34     | 10     | 7      | 17     | 43     | 65     | -22 |

### Andamento in campionato
| Giornata  | 1  | 2  | 3  | 4  | 5  | 6  | 7  | 8  | 9  | 10 | 11 | 12 | 13 | 14 | 15 | 16 | 17 | 18 | 19 | 20 | 21 | 22 | 23 | 24 | 25 | 26 | 27 | 28 | 29 | 30 | 31 | 32 | 33 | 34 |
| --------- | -- | -- | -- | -- | -- | -- | -- | -- | -- | -- | -- | -- | -- | -- | -- | -- | -- | -- | -- | -- | -- | -- | -- | -- | -- | -- | -- | -- | -- | -- | -- | -- | -- | -- |
| Luogo     | C  | T  | C  | T  | C  | T  | C  | T  | C  | T  | C  | T  | C  | T  | T  | C  | T  | T  | C  | T  | C  | T  | C  | T  | C  | T  | C  | T  | C  | T  | C  | C  | T  | C  |
| Risultato | P  | P  | P  | P  | N  | P  | V  | P  | V  | P  | P  | N  | V  | P  | P  | N  | P  | P  | V  | P  | V  | P  | P  | V  | P  | N  | V  | N  | V  | N  | V  | N  | V  | P  |
| Posizione | 14 | 17 | 18 | 18 | 17 | 17 | 16 | 17 | 15 | 17 | 17 | 18 | 14 | 15 | 17 | 16 | 17 | 17 | 16 | 16 | 16 | 16 | 17 | 16 | 17 | 18 | 16 | 16 | 14 | 13 | 12 | 12 | 12 | 12 |

Legenda:

Luogo: C = Casa; T = Trasferta. Risultato: V = Vittoria; N = Pareggio; P = Sconfitta.